# روبرت إف. روث
روبرت إف. روث هو سياسي أمريكي، ولد في 4 مارس 1921، وتوفي في 3 ديسمبر 2018. نشط حزبياً في الحزب الديمقراطي. وقد انتخب عضو مجلس نواب داكوتا الجنوبية ‏.